# تاریخ بلغارستان

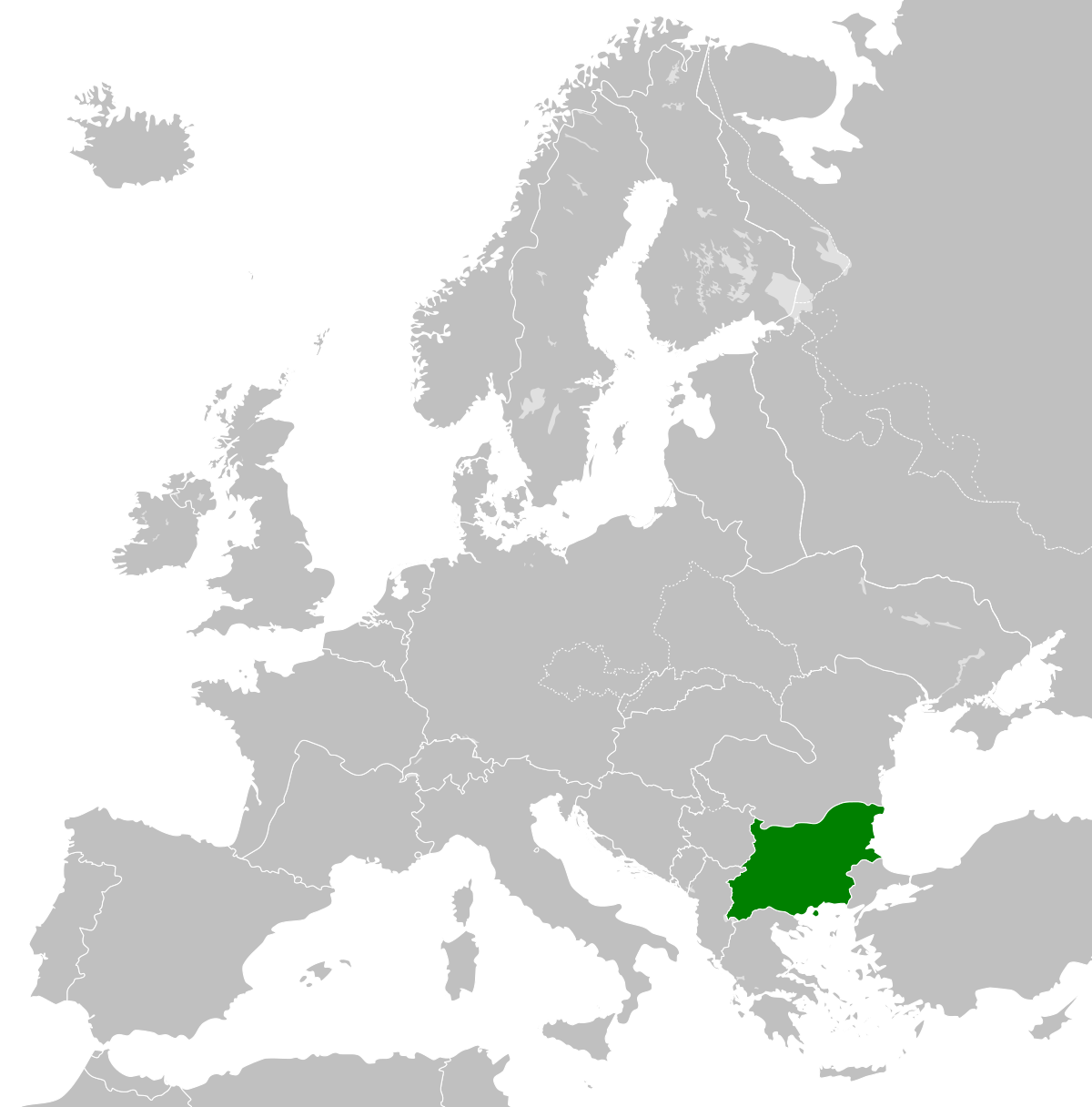
بلغارستان در سال ۱۹۴۲ در جریان جنگ جهانی دوم

تاریخ بلغارستان را می‌توان از اولین شهرک‌ها در سرزمین بلغارستان مدرن تا شکل‌گیری آن به عنوان دولت-ملت دنبال کرد. این تاریخ شامل تاریخ مردم بلغارستان و منشأ آن‌ها است. اولین شواهد مربوط به سکونت انسان‌ها در منطقه کنونی بلغارستان به حداقل ۱٫۴ میلیون سال قبل بازمی‌گردد. در حدود ۵۰۰۰ سال قبل از میلاد، تمدنی پیچیده وجود داشته‌است که برخی از نخستین ظروف سفالی، جواهرات و طلا در جهان را تولید کرده‌است. پس از ۳۰۰۰ سال قبل از میلاد، مردم تراکی در شبه جزیره بالکان ظاهر شدند. در اواخر سده ششم پیش از میلاد، قسمت‌هایی از بلغارستان امروزی، به ویژه مناطق شرقی آن، تحت تسلط شاهنشاهی هخامنشی قرار گرفت. در دهه ۴۷۰ پیش از میلاد، تراکی‌ها پادشاهی ادروسی را تشکیل دادند که تا ۴۶ قبل از میلاد ادامه داشت و سرانجام توسط امپراتوری روم فتح شد. در طول سده‌ها، برخی از قبایل تراکی تحت سلطه مقدونی مقدس و هلنیستی و همچنین سلتیک قرار گرفتند. این ترکیب از اقوام باستانی توسط اسلاوها جذب شد که پس از ۵۰۰ پس از میلاد به‌طور دائم در یک شبه جزیره ساکن شدند.